# فيرناندو كونيليو
فيرناندو كونيليو (بالإسبانية: Fernando Coniglio) (24 نوفمبر 1991 في الأرجنتين - ) هو لاعب كرة قدم أرجنتيني في مركز الهجوم. لعب مع تشاكاريتا جيونيورز وروزاريو سنترال ويونيون دي سانتا في وسارمينتو دي خونين وسوسيداد كولتيورال ‏.

## وصلات خارجية
- فيرناندو كونيليو على موقع قاعدة بيانات كرة القدم.إي يو (الإنجليزية)
- فيرناندو كونيليو على موقع Soccerway.com (الإنجليزية)